# ایتوزائینگو
ایتوزائینگو (به اسپانیایی: Ituzaingó) یک منطقهٔ مسکونی در آرژانتین است که در بخش ایتوزاینگو واقع شده‌است. ایتوزائینگو ۱۹٬۵۷۵ نفر جمعیت دارد و ۶۲ متر بالاتر از سطح دریا واقع شده‌است.